# 巴布伊諾

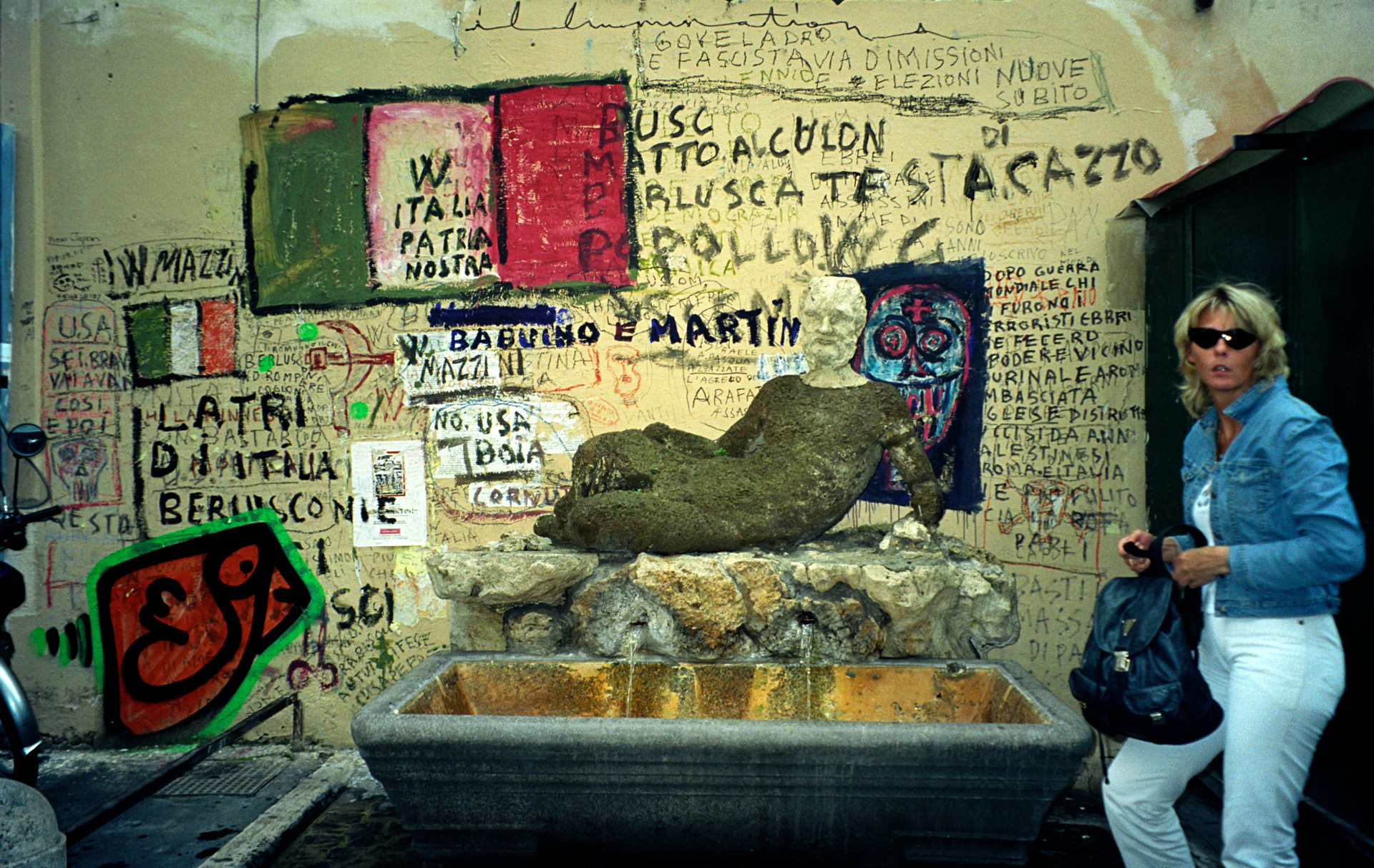
2002年的巴布伊諾

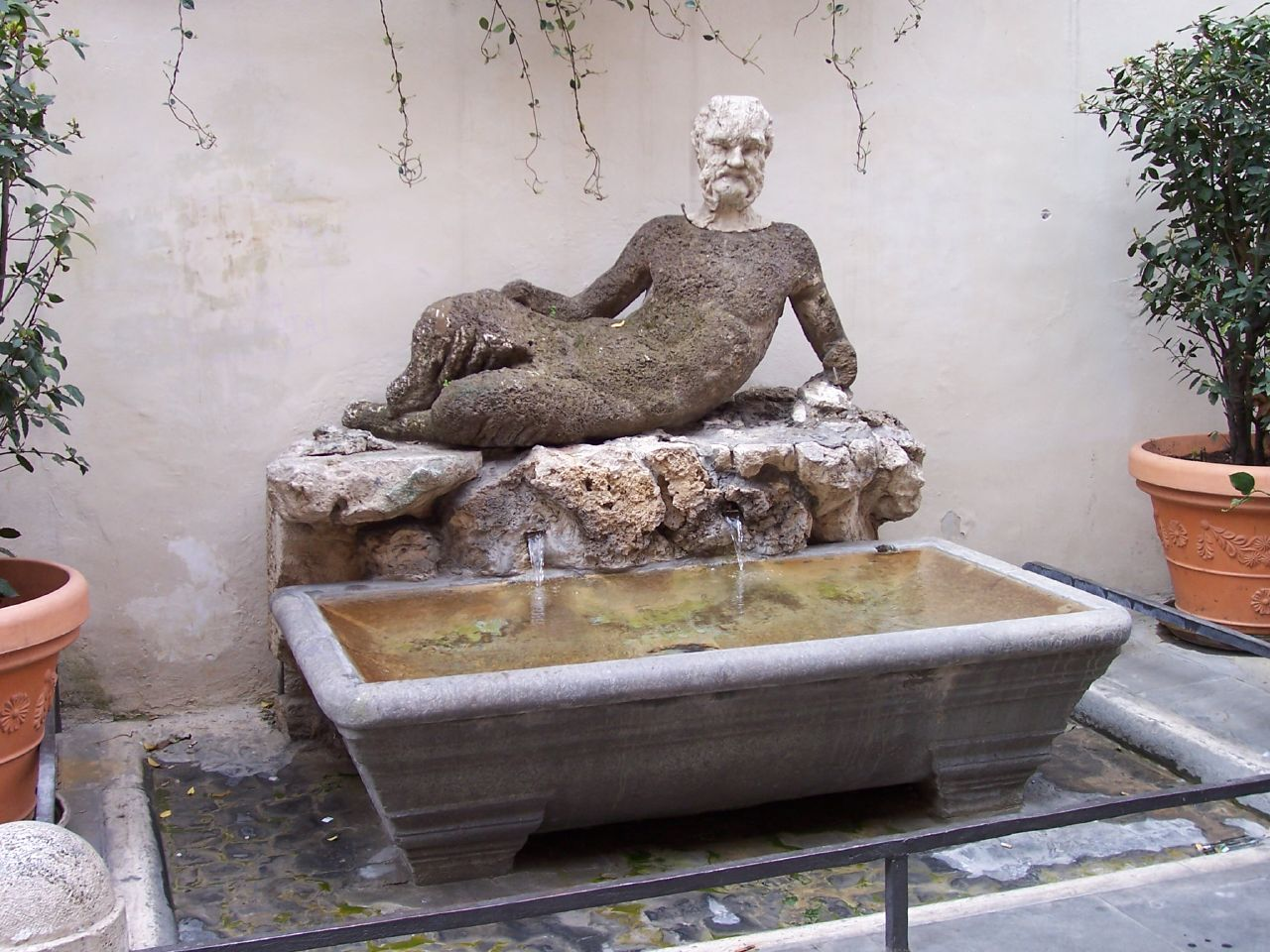
2007年的巴布伊諾，所有涂鸦已经消失

巴布伊諾（義大利語：Il Babuino）是意大利罗马的一座談話雕像，位于巴布伊諾街（via del Babuino），S. Atanasio dei Greci教堂旁。因其怪诞的外观而得名。

## 历史
这座雕像表现的是斜倚的西勒努斯，罗马神话中的半人半羊。1581年，富商Patrizio Grandi在此兴建了一个公共喷泉，并用这个雕像进行装饰。按照教宗庇护四世建立的惯例，由于他为罗马捐献了这座喷泉，作为交换，他的房子和田地可以得到免费的水罗马人将其命名为巴布伊諾，因为他们认为它丑陋，变形，像一只猴子，因此，这条街被昵称为巴布伊諾街（via del Babuino），这个名字最终成为正式名称。这座雕像曾经被转移到罗马许多不同的地点，最后在1957年，又回到了这条街。

## 政论和涂鸦
在16世纪，在罗马的“说话雕像”旁边，张贴不敬的讽刺题字，是嘲笑公众人物的乐趣。巴布伊諾的 pasquinades（意大利语，pasquinate）更确切地称为babuinate，但讽刺批评的原则是相同的。
到了近代，传统的政治评论以涂鸦的方式延续，到了一种程度，这个喷泉被视为这条高档街道的碍眼之物，而非其财富。在2002年的照片上可以看到，雕像背后的墙上布满了涂鸦，但是雕像本身没有涂鸦。最近，墙上已经涂上防破坏油漆，以防止涂鸦再现。